# Dodge Diplomat
La Dodge Diplomat est une voiture américaine de taille moyenne produite par Dodge de 1977 à 1989. Elle a été construite en utilisant le même design que la Plymouth Gran Fury du marché américain et la Plymouth Caravelle du Canada. Elle a également été vendue au Mexique entre 1981 et 1982 sous le nom de Dodge Dart, et en Colombie sous le nom de Dodge Coronet. 
La Diplomat était initialement proposée en coupé et en berline. En 1978, des breaks ont été ajoutés pour remplacer les breaks full-size à plate-forme C abandonnés.
La Diplomat était offerte avec un moteur six cylindres en ligne de 3,7 litres, ainsi que des V8 de 5,2 litres et 5,9 litres en option. La Diplomat, ainsi que sa jumelle Plymouth Gran Fury / Caravelle, étaient des voitures de police populaires aux États-Unis et au Canada. La transmission automatique à trois vitesses TorqueFlite était la plus populaire, mais une transmission manuelle était disponible jusqu'en 1981 uniquement sur les modèles six cylindres et V8 318.

## Contexte
Le nom Diplomat a été à l'origine utilisé par Dodge sur les modèles à toit rigide 2 portes de 1950 à 1954. Il a également été utilisé sur les versions d'exportation des DeSoto de 1946 à 1961. En 1975-1977, le nom Diplomat a également été utilisé sur une finition disponible sur la Royal Monaco à toit rigide deux portes. À partir de l'année modèle 1977, le nom Diplomat est devenu une gamme complète de modèles, plutôt que le nom d'un style de carrosserie particulier.

## Première génération (1977)
Présenté au printemps 1977 comme un modèle de fin 1977, la première génération de Diplomat était une version haut de gamme plus longue et plus sophistiquée de l'Aspen à plate-forme F. Le châssis et les composants mécaniques sont similaires, ainsi que les portes et divers autres panneaux de carrosserie interchangeables avec les Aspen. Les panneaux avant et arrière, les pare-chocs, le capot et le couvercle de coffre étaient uniques à la Diplomat. Des feux arrière plus grands se prolongeaient dans le hayon arrière du break. Les break étaient plus courts que les berlines et les coupés, qui avaient une carrosserie unique avec un porte-à-faux arrière plus long. Le break, présenté pour l'année modèle 1978, utilisait la même tôle arrière que l'Aspen / Volaré, mais avec ses propres feux arrière enveloppants.
Les modèles de la première année étaient disponibles en versions de base et Medallion ; le moteur de base était le V8 Lean Burn 318 développant 147 ch (108 kW) et le Slant Six de 112 ch (82 kW) était une option de crédit. Un toit en vinyle était standard sur les berlines, tandis qu'une couverture de toit landau simulée était une option sur les coupés. Pour 1978, le Slant Six avec une transmission manuelle à quatre vitesses est devenu la transmission de base, et le break a été ajouté. Le break comportait des appliques de carrosserie à grain «teck» (une option supprimable) et n'était disponible qu'en version de base. Les berlines et les coupés sont restés pratiquement inchangés, mais une Diplomat S à bas prix a été ajoutée. Ce modèle a été offert pendant un an et les 3 322 produits ne représentaient qu'environ 5 % de la production globale de Diplomat en 1978. La puissance du V8 a chuté de cinq chevaux, mais d'un autre côté, un V8 de 157 ch (116 kW) et 5,9 L est devenu une nouvelle option.
Pour l'année modèle 1979, la Diplomat a reçu un petit lifting. La calandre était maintenant divisée en trois rangées de huit ouvertures rectangulaires avec un motif interne hachuré et une large bande sur le dessus. Les feux arrière de la berline et du coupé ont également été modifiés, maintenant avec un thème horizontal tout en étant divisés au milieu. La gamme a été réorganisée, avec le modèle de base décontenancé et un modèle Salon (correspondant à la version de base de l'année dernière) s'adaptant au milieu sous la Medallion. Le nouveau modèle de base n'a pas reçu le toit en vinyle rembourré (berlines). Les coupés avaient un nouveau design Landau, avec des fenêtres latérales arrière beaucoup plus petites. Le break est venu dans la finition Salon, sans aucun réel changement d'équipement. Le Slant Six, quant à lui, était disponible avec un carburateur simple corps et 101 ch (75 kW). Les sorties des V8 ont chuté de cinq chevaux, à 137 et 152 ch respectivement (101 et 112 kW), mais en option était un moteur 360 à carburateur quatre corps produisant 198 ch (145 kW). C'était la dernière année pour le moteur 360 de la Diplomat.

## Deuxième génération (1980)
L'année modèle 1980 a apporté une nouvelle tôle extérieure pour la Diplomat, bien que les breaks soient restés inchangés à partir les portes arrière. Alors que les coupés précédents utilisaient le même empattement de 2 863 mm que les autres modèles, le coupé de 1980 utilisait l'empattement de 2 743 mm du coupé Aspen (bien que la carrosserie carré soit très différente). L'avant était plus évolutif que révolutionnaire, mais afin de partager le capot avec la nouvelle Chrysler LeBaron, la calandre a été considérablement rétrécie, avec un effet sans doute regrettable sur l'apparence et les ventes. La ligne de toit de la berline a également été rendue plus carrée, améliorant légèrement l'espace pour la tête et des feux arrière conservateurs de type Buick sont apparus sur tous les modèles sauf les breaks. Les transmissions manuelles ont été supprimées. Après la disparition de la Dodge St. Regis à plate-forme R en 1981, la Diplomat est restée, devenant la plus grande berline de la gamme Dodge, bien qu'elle soit techniquement une voiture de taille moyenne. Dodge ne commercialiserait pas une autre vraie voiture full-size (du moins sur la base des statistiques de volume des voitures pour passagers de l'Environmental Protection Agency (EPA) américaine) avant le lancement de la Monaco en tant que modèle de 1990.
En 1981, Chrysler passait à de plus petites conceptions à traction avant. Cependant, sa Dodge Diplomat à propulsion plus ancienne et plus grande (ainsi que la Chrysler LeBaron et la Fifth Avenue) ont continué de se vendre. Le vice-président exécutif de Chrysler à l'époque, Steve Sharf, a rencontré des responsables d'American Motors (AMC) pour utiliser la capacité supplémentaire d'une usine d'assemblage à Kenosha, dans le Wisconsin, pour construire les voitures. L'outillage de Chrysler a été déplacé de Saint-Louis à Kenosha, et de 1987 à 1989, environ 250 000 modèles de Chrysler et Dodge ont été construits par AMC à un coût inférieur à celui de Chrysler. Cette relation a évolué vers l'achat d'AMC par Chrysler en 1987.
En 1982, le coupé et le break ont été abandonnés et la version Plymouth canadienne de la Diplomat est arrivée au sud de la frontière. La Plymouth Caravelle a été offerte aux États-Unis sous le nom de Plymouth Gran Fury. 1983 était la dernière année pour le moteur Slant Six, et après, le seul moteur disponible était le V8 318 avec un carburateur double corps. Un moteur 318 à quatre corps est resté le choix de moteur en option pour la finition de la police. Pour 1984, l'apparition de la Special Edition, ou SE, haut de gamme utilisait l'extrémité avant de la Fifth Avenue avec des feux de stationnement situés au-dessus des phares et une croix en métal brillant superposée sur les fines barres verticales de la calandre Chrysler. La SE avait plus de garnitures extérieures et un intérieur qui plaçait la SE entre la Diplomat Salon et la Chrysler Fifth Avenue.
Au fur et à mesure que les années 80 progressaient, moins de clients privés achetaient la Diplomat, et la plate-forme M a finalement été abandonné au cours de l'année modèle 1989. Les ventes de voitures équipées de la finition Police représentaient environ la moitié de la production de Diplomat après l'arrêt des coupé et break. Tard dans la production de la Diplomat, la voiture était assujettie à la «taxe essence glouton» fédérale et exigeait de l'essence sans plomb de qualité supérieure. Bien que les ventes étaient solides, le PDG de Chrysler, Lee Iacocca, avait une mauvaise opinion de la gamme à plate-forme M la considérant en tant que relique de l'ère des voitures à plate-forme K et a refusé d'investir de l'argent dans celles-ci. Malgré la baisse des prix de l'essence entre le milieu et la fin des années 1980 et un rapport de démultiplication arrière de 2,26:1, le moteur à carburateur de la Diplomat et le manque de surmultiplication sur sa transmission automatique TorqueFlite ont entraîné une faible économie de carburant par rapport à ses plus grandes concurrentes de Ford et General Motors, comme le montre la comparaison des estimations de l'EPA pour les modèles de 1986 :
(Consommations en litres aux 100 km)
- Dodge Diplomat (V8 de 5,2 L, automatique à 3 vitesses): 14,7 en ville, 11,2 sur autoroute, 13,1 mixte
- Chevrolet Caprice (V8 de 5,0 L, boîte automatique à 4 vitesses avec surmultiplication): 13,8 en ville, 9,4 sur autoroute, 11,8 mixte
- Ford LTD Crown Victoria (V8 de 5,0 L, boîte automatique à 4 vitesses avec surmultiplication): 13,1 en ville, 9,0 sur autoroute, 11,2 mixte

Cependant, les Diplomat construites du milieu de 1988 jusqu'à la fin de la production ont été parmi les premiers produits fabriqués par Chrysler à avoir un airbag côté conducteur comme équipement standard, environ deux années modèles avant le reste de la gamme Chrysler et elles étaient également parmi les seules voitures de l'époque à offrir une colonne de direction inclinable avec un airbag. Les Diplomat avec airbags différaient des modèles précédents en ce qu'elles étaient également équipées d'une genouillère rembourrée de couleur assortie qui s'étendait sous le tableau de bord devant le conducteur.

## Arrêt
Lorsque la Diplomat et la Plymouth Gran Fury similaire ont été abandonnées, cela a marqué le dernier modèle non pick-up à propulsion (à l'exception de la Dodge Viper) vendu par la société jusqu'à l'introduction de la Plymouth Prowler en 1997. L'autre sœur de la Diplomat à propulsion, la Chrysler Fifth Avenue, a également mis fin à la production, mais la plaque signalétique a été maintenue sur un châssis à traction avant. Dans la gamme Dodge, la Monaco est devenue la berline haut de gamme jusqu'à l'introduction de la plate-forme LH.